# گمینا بویانوو
گمینا بویانوو (به لهستانی:  Gmina Bojanów) یک گمینا در لهستان است که در شهرستان ستالووا وولا واقع شده‌است. گمینا بویانوو ۱۷۹٫۶ کیلومتر مربع مساحت و ۷٬۴۸۲ نفر جمعیت دارد.